# Каморино
Каморино — деревня в Михайловском районе Рязанской области России, центр Каморинского сельского поселения.

## История
Впервые в 1628 году упоминается жеребий (узаконенный надел земли) д.Тереховой на Каморинском верху, а в лицевой нише 1779 года уже появляется название д. Каморино.
Следующее упоминание относится к 1858 году, где указано, что д. Каморино относилась к Виленской волости, к приходу Крестовоздвиженской церкви с. Проне – Городище. В состав волости входили: 
Петровские выселки – граф Оболенский д. Желватовка - граф Оболенский д. Каморино - граф Баранов д.Соловьевка – барин Волков с.Проне – Городище- граф Баранов д. Завидовка - граф Толстов Из исторических справочников: д. Каморино расположена на равнине при прудах и ручьях Яверя. 
От уездного города д. Каморино находится в 18 верстах, а от ближайшей железнодорожной станции в 45 верстах. Ближайшая школа в 11 верстах. Со всех сторон д. Каморино окружали другие деревни: д. Желватовка, д. Соловьевка, д. Петровские выселки, д. Завидовка, с. Проне – Городище, которое находилось в 4 верстах от д. Каморино. Ныне д. Соловьевка, Петровские выселки и д. Желватовка своё существование прекратили. В с. Проне – Городище находилась Крестовоздвиженская церковь, это исторический памятник постройки 1765 года, церковь закрылась в 1962 году в связи с отсутствием прихода.
На равнине по ручью Раковинка в 14 верстах от уездного города расположена д. Завидовка. Приход в с. Проне – Городище находится в 5 верстах, школа в 7 верстах. В деревне был питейный дом.
Село Проне- Городище относится к древним поселением. В X-XIII веках оно упоминается как славянское селище Проне- Городище.
В период Советской власти на территории д. Каморино был расположен совхоз «Социализм», потом переименован во «Фрунзовец», затем реорганизован в совхоз «Каморинский», в настоящее время ООО «Казачье».
Усадьба в селе Каморино (Михайловский уезд) устроена в середине-второй половине XIX века генералом от инфантерии, графом Н.Т. Барановым (1808-1883), женатым на Е.Н. Полтавцевой (1817-18660, сестре О.Н. Скобелевой. Здесь же находилось имение брата Тверского губернатора генерал-майора, графа, П.Т. Баранова (1814-1864), доставшееся ему от жены графини А.А. Барановой (урожденной Васильчиковой). В конце XIX - начале XX века имением владел племянник графа Н.Т. Баранова поручик граф А.П. Баранов (1862- не ранее 1890), женатый на А.М. Баратынской (г/р 1868).
Сохранился пейзажный парк из смешанных пород деревьев с элементами регулярной планировки конца XIX - начала XX века.
В имении было хорошо налажено полевое хозяйство, скотоводство, промышленное садоводство. Дочь графа П.Т. Баранова А.П. Лопухина владела усадьбой Ухолово.

## Население
| 1929 | 2007 | 2010 |
| ---- | ---- | ---- |
| 475  | ↘274 | ↘263 |

## Известные уроженцы
- Бандорин, Алексей Васильевич (1950) — поэт, публицист .

## Каморино в соцсети Одноклассники
Фотографии и многое другое можно найти в соцсети Одноклассники.

## География
Ближайший к деревне город - Михайлов (Расстояние между деревней и городом - 25 км)
Рядом с Каморино расположены 4 деревни Завидовка,Красная Звезда, Проне-Городище.

## Объекты
В деревне Каморино находится клуб работающий с 20:00 до 23:00, выходной день - понедельник.
В деревне имеется магазин и палатка обеспечивающие жителей продуктами
В 2012 году в деревне Каморино,открыли цех по разливу артезианской воды, под названием "Корчма"

## Климат
Климат умеренно континентальный, характеризующийся тёплым, но неустойчивым летом, умеренно-суровой и снежной зимой. Ветровой режим формируется под влиянием циркуляционных факторов климата и физико-географических особенностей местности. Атмосферные осадки определяются главным образом циклонической деятельностью и в течение года распределяются неравномерно.